# كتاب الأصنام
كتاب الأصنام أصل الكتاب مخطوطة كان بها حديث للمؤلف أبو المنذر هشام بن محمد أبي النضر ابن السائب ابن بشر الكلبي المتوفي عام 204 هـ روى فيه حديث سمعه عن والده وغيرهم عن قصة الأصنام منذ عهد إسماعيل بن إبراهيم لما سكن مكة .

## سبب عبادة الأصنام
ذكر المؤلف سبب عبادة الأوثان والحجارة قبل الإسلام فقال «كَانَ الَّذِي سَلَخَ بِهِمْ إِلَى عِبَادَةِ الْأَوْثَان وَالْحِجَارَة أَنه كَانَ لَا يظعن من مَكَّة ظَاعِنٌ إِلا احْتَمَلَ مَعَهُ حَجَرًا مِنْ حِجَارَةِ الْحَرَمِ تَعْظِيمًا لِلْحَرَمِ وَصَبَابَةً بِمَكَّةَ فَحَيْثُمَا حَلُّوا وضعوه وطافوا بِهِ كطوافهم بِالْكَعْبَةِ تيمنا مِنْهُم بهَا وصبابة بِالْحرم وحبا بهَا وَهُمْ بَعْدُ يُعَظِّمُونَ الْكَعْبَةَ وَمَكَّةَ وَيَحُجُّونَ وَيَعْتَمِرُونَ عَلَى إِرْثِ إِبْرَاهِيمَ وَإِسْمَاعِيلَ عَلَيْهِمَا السَّلامُ ثُمَّ سَلَخَ ذَلِكَ بِهِمْ إِلَى أَنْ عَبَدُوا مَا اسْتَحَبُّوا وَنَسُوا مَا كَانُوا عَلَيْهِ وَاسْتَبْدَلُوا بِدِينِ إِبْرَاهِيم وَإِسْمَاعِيل غَيره فعبدوا الأَوْثَانَ» 

## الأصنام المذكورة في الكتاب
ذكر المؤلف الأصنام التي عبدت قبل الإسلام اللات والعزى وهبل وود سواع ويعوق ويغوث ونسر.

## مؤلفات أثرية في نفس الموضوع
يُذكر أن محمد بن إسحاق صاحب المغازي والسير أوّل من ألّم بشيء من عبادات العرب القديمة في كتاب له مفقودٌ في السيرة النبوية. ولكن كتاب ابن الكلبي اكتسب أهمية خاصة بصفتهِ أول كتاب خاصٍ بهذا الموضوع. ويُعتقد أن العديد من الكتب أُلفت بعد ذلك كما يُذكر في فهرست ابن النديم ومعجم الأدباء لياقوت الحموي؛ ولكنها مفقودة أيضًا. ومن هذه الكتب كتاب (الأصنام وما كانت العرب والعجم تعبد من دون الله تبارك اسمه)، لمؤلفه أبي الحسن علي بن الحسين بن فضيل بن مروان. ومنها أيضًا كتاب الأصنام للجاحظ، وقد ذكره في مقدمة كتاب الحيوان، كما أثنى أبو الثناء الآلوسي على هذا الكتاب أيضًا.